# ینس ویسینگ
ینس ویسینگ (انگلیسی: Jens Wissing؛ زادهٔ ۲ ژانویهٔ ۱۹۸۸) بازیکن فوتبال اهل آلمان است.
از باشگاه‌هایی که در آن بازی کرده‌است می‌توان به باشگاه فوتبال پادربورن، باشگاه فوتبال دویسبورگ، و باشگاه فوتبال بروسیا مونشن‌گلادباخ اشاره کرد.